# Bawtugaj
Bawtugaj – osiedle typu miejskiego w Rosji, w Dagestanie. W 2010 roku liczyło 4765 mieszkańców.